# Batalla de Al-Shaykh Maskin (2014)
La batalla de Al-Shaykh Maskin comenzó con un intento del Ejército Árabe Sirio, durante la guerra civil siria en la Gobernación de Daraa , de capturar a Al-Shaykh Maskin y así asegurar la carretera Daraa-Damasco.  Dos días después, los rebeldes lanzaron su ofensiva, cuyo nombre en código era "Edkholo Alayhem al-Bab"  y "Hadm al-Jedar" (Demolición del muro), para tomar el control de Al-Shaykh Maskin y la cercana ciudad de Nawa . 

## La batalla

### Asalto inicial del ejército sirio
En la mañana del 1 de noviembre de 2014, el ejército atacó la ciudad, capturando rápidamente la mayor parte de la parte oriental de la ciudad después de que los rebeldes se retiraron hacia el cementerio en el Distrito Este.  A primera hora de la tarde, las fuerzas gubernamentales habían asegurado el cementerio, tomando así el control de todo el Distrito Este.  Luego avanzaron hacia el Distrito Occidental y capturaron el centro de la ciudad.

### Ofensiva dirigida por las FSA
El 3 de noviembre, los rebeldes anunciaron el inicio de la batalla de "Edkholo Alayhem al-Bab", con el objetivo de controlar a Al-Shaykh Maskin .  Tres días después, los rebeldes avanzaron dentro de la ciudad después de iniciar una operación para capturar la base estratégica de la colina de Tel Hamad en el lado oeste de la ciudad, terminando controlando la mayor parte de Shaykh Maskin, antes de que el Ejército lograra recuperar terreno en el Al este y llegó al cementerio del pueblo.  Según las noticias de Al-Masdar, el corresponsal de Al-Jazeera Mohammad Nour fue herido el 7 de noviembre mientras cubría la batalla.  También afirmó que los rebeldes se retiraron del Distrito Sur a Ibta'a y confirmaron que el Ejército se retiró de los puntos de control que capturó en el Distrito Occidental el día anterior.  Al día siguiente, los rebeldes capturaron la "Torre 8 de marzo" dentro de la ciudad y Tell al-Hamad.
El 9 de noviembre, los rebeldes capturaron las colinas del norte y sur de Al-Hesh, el campo de entrenamiento del Ejército, la base del batallón al-Rahba, la base del batallón "al-Konkors", la base médica, la base del batallón de tanques "al-Hejajia" y el puesto de control Hawi alrededor. La ciudad de Nawa .  Más tarde, ese mismo día, los rebeldes tomaron el control de toda la ciudad después de que el Ejército se retirara hacia la base de la Brigada 112 HQ (ubicada entre las dos ciudades), así como Shaykh Maskin.  La Brigada 112 HQ fue finalmente capturada por los rebeldes según dos agencias de noticias árabes.  Tanto los grupos rebeldes locales como el Frente al-Nusra reclamaron crédito por el avance de la oposición.  La televisión estatal siria, "SANA", dijo que las tropas estaban "desplegándose y reorganizándose en el área de Nawa ... para prepararse para los próximos combates".  Al final del día, el Ejército avanzó dentro de Shaykh Maskin.
A partir del 10 de noviembre, según una fuente militar, el Ejército todavía estaba presente en los Distritos Sur y Este de Shaykh Maskin y, según se informa, despejó las dos áreas sitiadas que rodean la base 82 y la Brigada 112.  Al día siguiente, los rebeldes avanzaron en Shaykh Maskin y tomaron el control de las nuevas posiciones y finalmente capturaron el vecindario oriental el 12 de noviembre.  En respuesta a las ganancias de los rebeldes, el Ejército decidió reasignar el Suqur al-Sahara (Unidad de las Fuerzas Especiales de los Halcones del Desierto) liderado por el col.  Moammad Jaber.
El 13 de noviembre, un convoy del ejército de Homs al mando del coronel Mohammad Jaber se dirigió hacia Nawa, Shaykh Maskin e Izraa.  Los refuerzos fueron descritos por Al-Masdar como muy necesarios ya que el Ejército carecía del personal suficiente para realizar contraataques para restaurar el terreno perdido en la provincia de Daraa.  Al día siguiente, los rebeldes anunciaron el inicio de la segunda fase de la ofensiva en Shaykh Maskin contra la base principal de la Brigada 82, el vecindario oriental, los edificios al-Jardat y al-Sakran, el punto de control del norte y las viviendas de los oficiales.  Ese día, los rebeldes avanzaron en el área de la Brigada 82 de Shaykh Maskin.
El 15 de noviembre, los rebeldes tomaron amplias partes de la zona de al-Dalli (al norte de Shaykh Maskin) cuando el Ejército se retiró de ella.  Al menos 11 rebeldes fueron asesinados ese día.  Al día siguiente, los rebeldes capturaron la base del Batallón 60 cerca de las aldeas de Seheleyyi y al-Dalli.
El 17 de noviembre, Al-Masdar informó que el Ejército recapturó la aldea de al-Dalli y Tal 'Areed (colina).  La recaptura de la colina fue confirmada por fuentes pro-oposición.  Al-Masdar también afirmó que el Ejército emboscó a un gran contingente de al-Nusra en el Distrito Norte de Shaykh Maskin.
A partir del 18 de noviembre, los rebeldes sirios fueron "lentamente" capturando la gobernación de Daraa y tomaron el cuartel general de la Base de la Brigada 82.

### Contraofensiva del ejército sirio
A fines de noviembre, hubo fuertes enfrentamientos en Shaykh Maskin después de que el Ejército lanzó una contraofensiva, apoyada por Hezbollah,  para recuperar el terreno perdido.
El 25 de noviembre, una fuente militar informó que la 12.ª Brigada de la 5.ª División del Ejército Sirio había restablecido su ruta de suministro en la ciudad estratégica de Sheikh Miskeen luego de recapturar la carretera Nawa-al-Dawaar.  La fuente también afirmó que un gran número de combatientes de Al-Nusra, incluido el líder de "Kateeb Ansar Al-Shariah" (Nusra offshoot) Sami Al-Safadi y otros 16 murieron en el área y que tres tanques T-55, tomados Del ejército en Nawa, fueron destruidos.  El mismo día, la misma fuente militar afirmó que la Brigada 175 estaba en las afueras de Nawa, donde atacaba las defensas de "Jabhat Al-Nusra" y recuperaba las colinas circundantes que dominaban la ciudad.  Sin embargo, el agente de noticias de la oposición, SLN News, afirmó que los rebeldes repelieron el ataque del ejército desde el distrito oriental de Shaykh Maskin, dejando "decenas" de muertos.

Situación en Shaykh Maskin, antes de la batalla.

El 26 de noviembre, un líder militar de Hezbollah fue asesinado en Shaykh Maskin, según el opositor SOHR.  
El 30 de noviembre, las unidades del Ejército recapturaron el vecindario oriental de Sheikh Miskeen, obligando a los rebeldes a retirarse.  Ese día, los medios locales iraníes anunciaron el entierro de Hassan Hazbawi, el segundo comandante de mayor rango de la provincia de Khuzestan asesinado en Siria.  Fue asesinado en Daraa.
Para el 3 de diciembre, el Ejército, respaldado por Hezbollah y voluntarios iraquíes, estaba ganando terreno en Sheikh Miskeen y controlaba los vecindarios del noreste y el área al este de la ciudad en la carretera a Izraa.  Un reportero de la agencia de noticias a favor de la oposición Siria Mubasher acusó al Ejército de usar "escudos humanos".  Más tarde ese día, los rebeldes avanzaron en el área de vivienda militar.  Siete rebeldes, incluido un comandante de brigada, fueron asesinados.

### Contraofensiva rebelde

Situación en Shaykh Maskin, después de la batalla.

El 7 de diciembre, el Frente al-Nusra detonó dos coches bomba en el área de alojamiento militar, lo que resultó en un avance para los rebeldes en el área y la eventual captura de la vivienda militar por las fuerzas rebeldes.  Uno de los vehículos blindados utilizados en el ataque pertenecía anteriormente a la misión de la UNDOF de la ONU .  Según el medio de comunicación de al-Nusra, el conductor regresó de manera segura; el vehículo fue detonado remotamente después de que estaba estacionado cerca de los cuartos de los oficiales.
El 9 de diciembre, dos reporteros y un camarógrafo de la pro-oposición Orient TV fueron asesinados en la ciudad después de que su automóvil fuera alcanzado por un cohete.
El 15 de diciembre, el oficial de inteligencia sirio, el general Rustom Ghazaleh, destruyó su propia casa en el pueblo cercano de Garfa cuando los rebeldes se acercaban después de que capturaron el distrito oriental de Sheikh Maskin en un reciente intento.

## Secuelas
Más de un mes después, las fuerzas rebeldes lanzaron una nueva ofensiva y posteriormente capturaron la base de la Brigada 82 y derrocaron a la mayor parte de Al-Shaykh Maskin.